# Asignación de carteras
Es una clase de proceso financiero, en que se demanda dinero, en forma de activos.

## Teoría de elección de carteras.
Es la inclinación en que se tiende a mantener parte de los ingresos (de personas, empresas, o instituciones), en activos monetarios líquidos, para aprovechar cualquier situación que le dé la oportunidad, de obtener una ganancia.
Las personas podrán mantener sus riquezas en: Dinero, ahorros, bonos, acciones, etc.
Este individuo mantendría sus riquezas en dinero, si esperase que la tasa de interés a futuro, se va a incrementar, y por ende, el precio de los bonos va a bajar. Es decir, tiene incentivos para no comprar bonos hoy, mantener sus riquezas en dinero, y comprar los bonos en el futuro (esto se basa en el supuesto, del tipo de interés futuro, que dice que el individuo mantendrá sus riquezas en bonos, o en dinero dependiendo de la misma).

## Variables que intervienen, en la demanda de activos financieros.
- Riqueza del individuo: A mayor riqueza, mayor adquisición de activos; en este caso se toma en cuenta la elasticidad de la riqueza (Comportamiento que presenta, la demanda de activos financieros, frente a incrementos de la riqueza).

- Rentabilidad relativa esperada de un activo en relación con otros: El individuo buscará maximizar su rentabilidad llevando sus costes de oportunidad a 0.
  - Si aumenta la rentabilidad relativa de un activo, con relación a otros, aumentará su demanda, y de igual manera ocurrirá, si disminuye la rentabilidad de los demás activos financieros.

- Riesgo de un activo, en relación con otros: Siendo el individuo, adverso al riesgo por naturaleza, buscará minimizar el riesgo.
  - Si aumenta el riesgo de un activo, con relación a otros, manteniendo todo lo demás constante, la demanda de dicho activo disminuirá.

- Liquidez de un activo en relación con otros: Esta es la facilidad que presentan los activos, de convertirse en efectivo, en relación con otros. Mientras mayor liquidez tenga un activo, en relación con otros, mayor será su demanda, y mayor será el mercado donde se comercia el mismo.

- Datos: Q5697141